# Esboz-Brest
Esboz-Brest település Franciaországban, Haute-Saône megyében. Lakosainak száma 448 fő (2022. január 1.). Esboz-Brest Breuchotte, Citers, Ailloncourt, La Bruyère, La Chapelle-lès-Luxeuil, Froideconche, Magnivray és Saint-Sauveur községekkel határos.

## Népesség
A település népességének változása:
| Lakosok száma | 485  | 443  | 462  | 428  | 434  | 439  | 445  | 446  | 448  |
|               | 2013 | 2015 | 2016 | 2017 | 2018 | 2019 | 2020 | 2021 | 2022 |